# Serramanna
Serramanna is een gemeente in de Italiaanse provincie Zuid-Sardinië (regio Sardinië) en telt 9443 inwoners (31-12-2004). De oppervlakte bedraagt 83,9 km², de bevolkingsdichtheid is 113 inwoners per km².

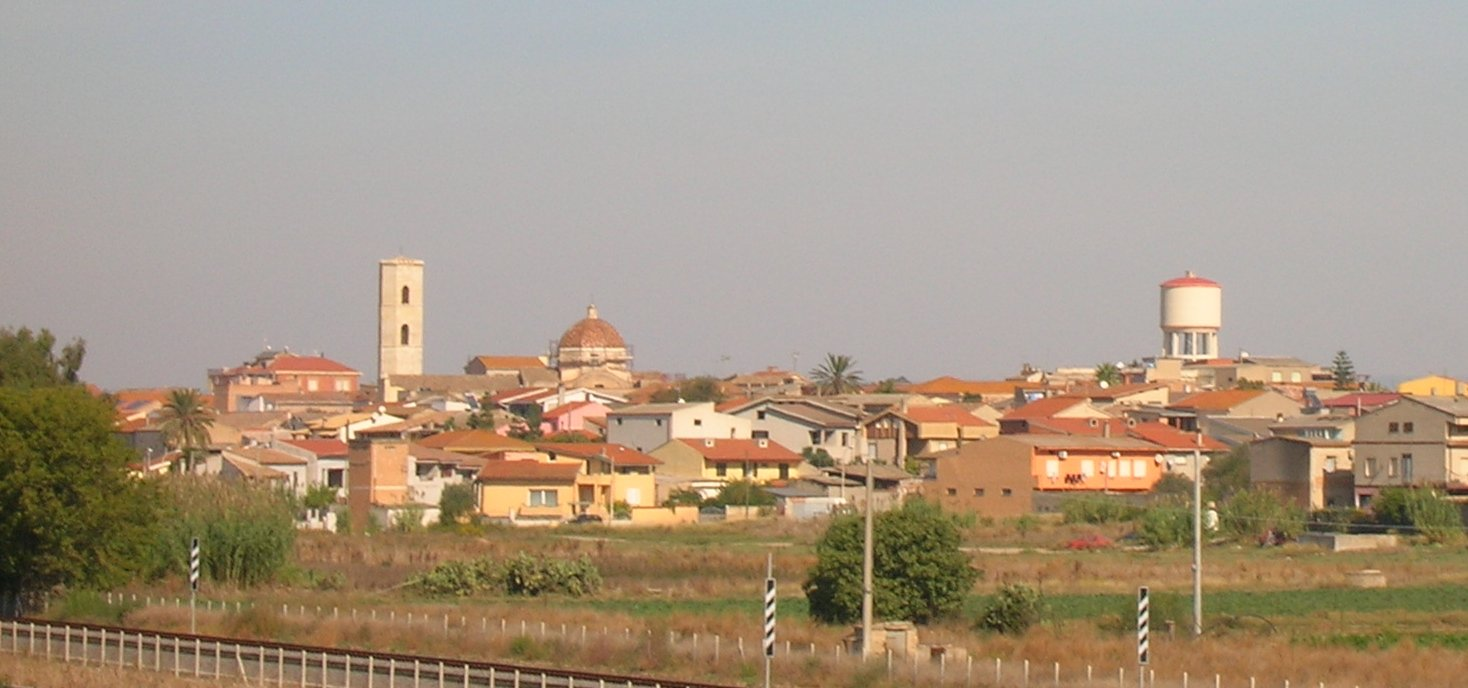
Serramanna
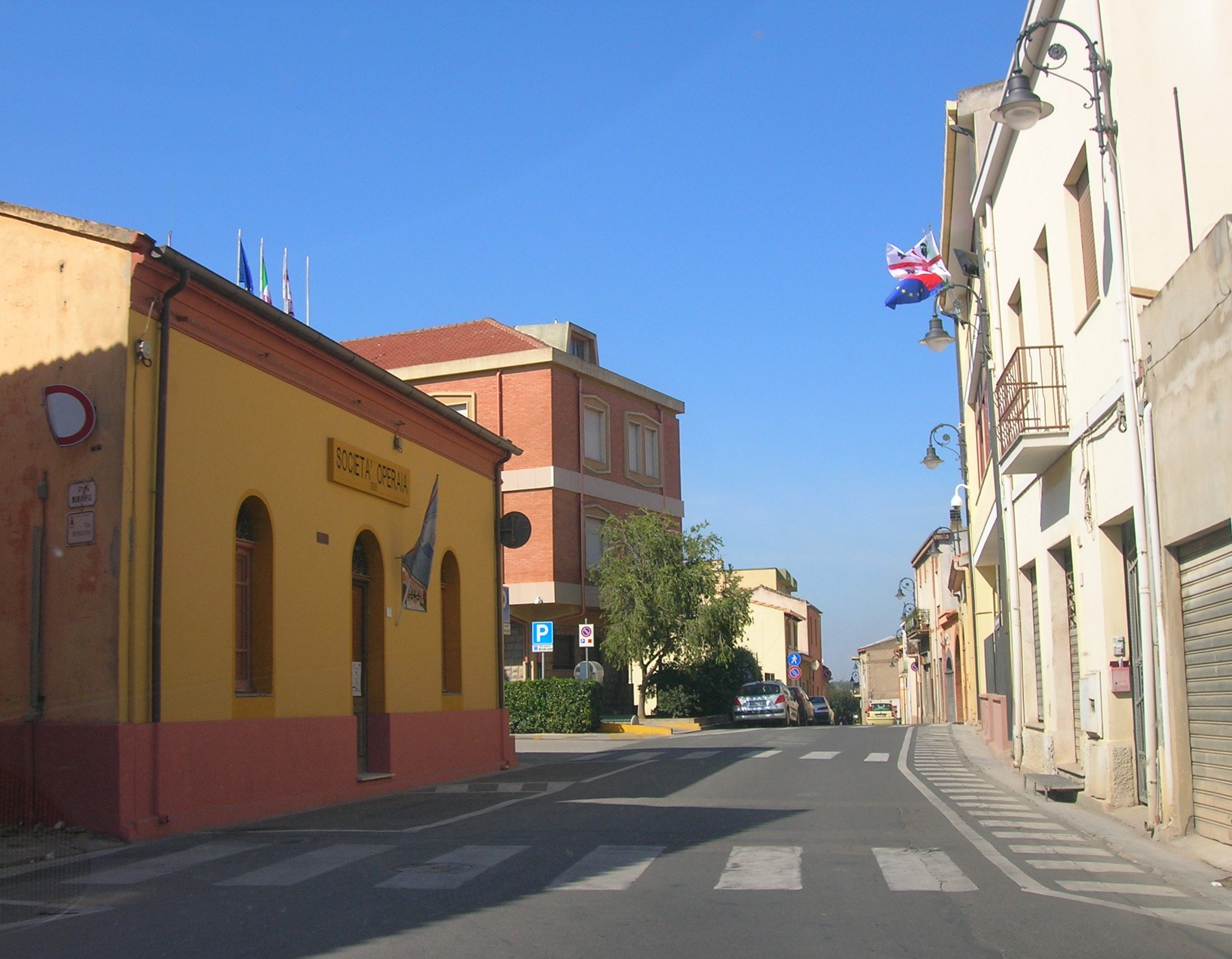
Via Serra

## Demografie
Serramanna telt ongeveer 3284 huishoudens. Het aantal inwoners daalde in de periode 1991-2001 met 3,0% volgens cijfers uit de tienjaarlijkse volkstellingen van ISTAT.
| Jaar | Inwoneraantal |
| ---- | ------------- |
| 1991 | 9837          |
| 2001 | 9545          |

## Geografie
Serramanna grenst aan de volgende gemeenten: Nuraminis (CA), Samassi, Sanluri, Serrenti, Villacidro, Villasor (CA).